# Baillie-Hamilton Island
Die Baillie-Hamilton Island ist eine Insel der Königin-Elisabeth-Inseln im kanadischen Territorium Nunavut.

## Lage
Die Insel hat eine Fläche von 290 km². Sie ist umgeben von der Devon-Insel im Norden und Osten, der Cornwallis-Insel im Süden und der Bathurst-Insel im Westen.